# Tomi Kallio
Tomi Kristian Kallio (ur. 27 stycznia 1977 w Turku) – fiński hokeista, reprezentant Finlandii, olimpijczyk.

## Kariera
- TPS U20 (1993–1996)
- Kiekko-67  (1994–1995)
- TPS (1995–2000)
- Atlanta Thrashers (2000-2002)
- Columbus Blue Jackets (2002-2003)
- Philadelphia Flyers (2003)
- Frölunda HC (2003-2011)
- Växjö Lakers (2011-2015)
- TPS (2015-2018)

Wychowanek klubu TPS w rodzinnym Turku. W macierzystym zespole grał pierwotnie to 2000. W tym okresie został wybrany w drafcie NHL z 1995 przez Colorado Avalanche. W 2000 wyjechał do USA i przez trzy sezony grał w lidze NHL. Od stycznia 2003 grał w lidze szwedzkiej przez 13 sezonów. W lipcu 2015 powrócił do TPS. Przez trzy ostatnie sezony był kapitanem swojego zespołu. W czerwcu 2018 ogłosił zakończenie kariery.
Był reprezentantem Finlandii. W kategoriach juniorskich uczestniczył w turniejach mistrzostw Europy juniorów do lat 18 edycji 1995 oraz mistrzostw świata juniorów do lat 20 edycji 1996, 1997. W kadrze seniorskiej uczestniczył w turniejach mistrzostw świata w 1999, 2000, 2001, 2002, 2003, 2004, 2005, 2006, 2007 oraz zimowych igrzysk olimpijskich 2002.

## Sukcesy
Reprezentacyjne
- Złoty medal mistrzostw Europy juniorów do lat 18: 1995
- Srebrny medal mistrzostw świata: 1999, 2001, 2007
- Brązowy medal mistrzostw świata: 2000, 2006,

Klubowe
- Srebrny medal Jr. A SM-liiga: 1994 z TPS U20
- Srebrny medal mistrzostw Finlandii: 1996, 1997 z TPS
- Złoty medal  mistrzostw Finlandii: 1999, 2000 z TPS
- Złoty medal Europejskiej Hokejowej Ligi: 1997 z TPS
- Trzecie miejsce w Europejskiej Hokejowej Lidze: 2000 z TPS
- Złoty medal mistrzostw Szwecji: 2003, 2005 z Frölundą, 2015 z Växjö Lakers
- Srebrny medal mistrzostw Szwecji: 2006 z Frölundą

Indywidualne
- Europejska Hokejowa Liga 1999/2000:
  - Pierwsze miejsce w klasyfikacji strzelców: 5 goli
  - Pierwsze miejsce w klasyfikacji kanadyjskiej: 8 punktów
- SM-liiga 1999/2000:
  - Pierwsze miejsce w klasyfikacji asystentów w fazie play-off: 9 asyst
  - Trofeum Jariego Kurri – najlepszy zawodnik w fazie play-off
  - Skład gwiazd
- Elitserien 2002/2003:
  - Decydujący o mistrzostwie gol w trzeciej dogrywce czwartego meczu rozgrywki finałowej[4]
  - Pierwsze miejsce w klasyfikacji strzelców w fazie play-off: 8 goli
  - Pierwsze miejsce w klasyfikacji asystentów w fazie play-off: 8 asyst
  - Pierwsze miejsce w klasyfikacji kanadyjskiej w fazie play-off: 16 punktów
- Elitserien 2005/2006:
  - Pierwsze miejsce w klasyfikacji strzelców zwycięskich goli meczowych w sezonie zasadniczym: 10 goli
  - Trofeum Håkana Looba – pierwsze miejsce w klasyfikacji strzelców w sezonie zasadniczym: 26 goli
  - Pierwsze miejsce w klasyfikacji kanadyjskiej wśród obcokrajowców w sezonie zasadniczym: 51 punktów
- Liiga (2017/2018):
  - Pierwsze miejsce w klasyfikacji asystentów wśród w sezonie zasadniczym: 40 asyst
  - Złoty kask